# Dickie Burnell
Richard Desborough „Dickie” Burnell (ur. 26 lipca 1917 w Henley-on-Thames, zm. 29 stycznia 1995 w Wallingford) – brytyjski wioślarz i dziennikarz, mistrz olimpijski.
Richard i Charles Burnell to ojciec i syn, którzy obaj, jako jedyni w historii, zdobyli złote medale olimpijskie w wioślarstwie. Obaj kształcili się w Eton College oraz w Magdalen College w Oksfordzie.
Karierę wioślarską rozpoczął w Oxfordzie. W 1939 roku wziął udział w The Boat Race, osada Oksfordu poniosła porażkę. W tym samym roku przerwał treningi na rzecz służby wojskowej. Po wojnie wygrał wyścig Wingfield Sculls w 1946 roku. 
Wystąpił na igrzyskach olimpijskich w Londynie w 1948, gdzie wspólnie z Bertem Bushnellem wywalczył złoty medal w dwójkach podwójnych. W finale o 4 sekundy wyprzedzili Duńczyków, a o 21,1 sekundy pokonali osadę Urugwaju. Był to jego jedyny występ olimpijski. Na rozgrywanych dwa lata później igrzyskach Imperium Brytyjskiego w Auckland, jako reprezentant Anglii, wywalczył brązowy medal w ósemkach.
Po zakończeniu kariery sportowej został dziennikarzem sportowym.
Jego teść, Stanley Garton, także był wioślarzem.